# Dohren (Harburgi járás)
Dohren település Németországban, azon belül Alsó-Szászország tartományban. Lakosainak száma 1272 fő (2023. december 31.). Dohren Hollenstedt és Kakenstorf községekkel határos.

## Népesség
A település népességének változása:
| Lakosok száma | 1114 | 1196 | 1221 | 1248 | 1248 | 1277 | 1272 |
|               | 2014 | 2016 | 2017 | 2019 | 2021 | 2022 | 2023 |